# Rhein-Lahn von oben
Rhein-Lahn von oben ist ein Dokumentarfilm über die Region des Rhein-Lahn-Kreises in Rheinland-Pfalz.

## Handlung
Der Dokumentarfilm Rhein-Lahn von oben präsentiert den Rhein-Lahn-Kreis in Rheinland-Pfalz aus der Vogelperspektive, zeigt vielfältige Landschaftsimpressionen, malerische Winkel, reizvolle Bilder und überraschende Eindrücke.
Der Film zeigt über die Laufzeit von 70 Minuten den gesamten Rhein-Lahn-Kreis aus der Luftperspektive. Schauspieler Sky Du Mont kommentiert als Sprecher den Film und gibt Hintergrundinformationen zu einzelnen Sehenswürdigkeiten, Orten und Landschaften der Region Rhein-Lahn.
Untermalt wird der Film musikalisch durch den Filmmusik-Komponisten und Musiker Matthias Frey.

## Produktion
Dem Film Rhein-Lahn von oben geht eine gleichnamige Internet-Videoserie voraus, welche von Etienne Heimann und der Wirtschaftsförderungs-Gesellschaft Rhein-Lahn produziert und mit 18 Folgen auf den Fernsehsendern WWTV und TV Mittelrhein sowie auf der Videoplattform Youtube veröffentlicht wurde.
Sowohl der überregional bekannte Filmemacher Etienne Heimann als auch der Geschäftsführer der Wirtschaftsförderungs-Gesellschaft Rhein-Lahn wirkten bereits zuvor filmisch für ihre Heimat.
So hat Etienne Heimann bereits Jahre vorher zwei „Einrich-Krimis“ produziert, die im Rhein-Lahn-Kreis gedreht wurden. Wolf-Dieter Matern, Geschäftsführer der WFG, entwickelte die nach 9 Jahren ca. 900 Folgen umfassende Fernsehserie Entdecke Rhein-Lahn, welche regelmäßig neue Einblicke in die Heimat liefert.
Das gemeinsame Interesse für die Heimat und die Fülle an vorhandenem Filmmaterial ließen somit den Plan zur Produktion eines Films mit dem Titel Rhein-Lahn von oben reifen.
Schließlich gelang es Etienne Heimann, den bekannten Schauspieler Sky Du Mont für seinen Film als Sprecher und den Filmmusik-Komponisten Matthias Frey für die Musik zu gewinnen. Finanziell gefördert wurde das Filmprojekt durch die Wirtschaftsförderungs-Gesellschaft Rhein-Lahn mbH, vertreten durch Wolf-Dieter Matern.
Der Film Rhein-Lahn von oben wurde 2020 im Kino-Center Nastätten erstaufgeführt.

## Kritik
„Rhein-Lahn von oben ist ein Rundflug über [...] die Heimat – [...] eine filmische Liebeserklärung.“ - SWR